# سیارک ۵۸۴۹۹
سیارک ۵۸۴۹۹ انگلیسی: 58499 Stuber، نامگذاری:1996VY) پنجاه و هشت هزار و چهارصد و نود و نهمین سیارک کشف شده‌است که در ۳ نوامبر ۱۹۹۶ کشف شد.